# Ixia robusta
Ixia robusta är en irisväxtart som först beskrevs av Gwendoline Joyce Lewis, och fick sitt nu gällande namn av Peter Goldblatt och John Charles Manning. Ixia robusta ingår i släktet Ixia och familjen irisväxter. Inga underarter finns listade i Catalogue of Life.